# 川本武史
川本武史（日语：／ Kawamoto Takeshi，1995年2月19日—），日本男子游泳运动员，2016年世界短池游泳锦标赛男子4×100米混合泳接力和混合4×100米混合泳接力铜牌得主、2018年世界短池游泳锦标赛男子4×100米混合泳接力铜牌得主。